# رومان رامبيي
رومان رامبيي (بالفرنسية: Romain Rambier)‏ (29 أغسطس 1981 بمونبلييه في فرنسا - ) هو لاعب كرة قدم فرنسي في مركز الدفاع. لعب مع راسينغ فيرول ونادي إيفيان ونادي سيت ونادي كارتاخينا ونادي كان ونادي ليبورن ونادي مونبلييه وCastelnau Le Crès FC ‏.

## وصلات خارجية
- رومان رامبيي على موقع قاعدة بيانات كرة القدم.إي يو (الإنجليزية)
- رومان رامبيي على موقع Soccerway.com (الإنجليزية)